# McArthurGlen
McArthurGlen UK Ltd. – brytyjska sieć centrów handlowych skupiających designerskie butiki. Przedsiębiorstwo założone zostało w 1993 roku przez J. W. Kaempfera, który pozostaje jego prezesem. Od 2013 roku 50% udziałów w spółce posiada grupa inwestycyjna Simon Property Group. Siedziba przedsiębiorstwa mieści się w Londynie.
W 2015 roku sieć McArthurGlen obejmowała 20 obiektów w ośmiu krajach: w Wielkiej Brytanii (Ashford, Bridgend, Ellesmere Port, South Normanton, Swindon, York), Włoszech (Barberino di Mugello, Marcianise, Noventa di Piave, Rzym, Serravalle Scrivia), Austrii (Parndorf, Salzburg), Francji (Roubaix, Troyes), Niemczech (Berlin, Neumünster), Belgii (Messancy), Grecji (Ateny) i Holandii (Roermond).